# Torneo de Los Cabos 2023
El Mifel Tennis Open 2023 fue un torneo de tenis perteneciente al ATP Tour 2023 en la categoría ATP Tour 250. El torneo tiene lugar en la ciudad de Los Cabos (México), desde el 31 de julio hasta el 5 de agosto de 2023 sobre pistas rápidas.

## Distribución de puntos
| Modalidad            | Campeón | Finalista | Semifinales | Cuartos de final | 2ª ronda | 1ª ronda | Clasificados | 2ª ronda de clasificación | 1ª ronda de clasificación |
| Individual masculino | 250     | 165       | 100         | 50               | 25       | 0        | 13           | 7                         | 0                         |
| Dobles masculino     | 250     | 150       | 90          | 45               | 20       | 0        | -            | -                         | -                         |

## Cabezas de serie

### Individuales masculino
| Tenista            | Ranking | Preclasificados |
| Stefanos Tsitsipas | 5       | 1               |
| Cameron Norrie     | 13      | 2               |
| Tommy Paul         | 14      | 3               |
| Borna Ćorić        | 15      | 4               |
| Álex de Miñaur     | 17      | 5               |
| Nicolás Jarry      | 29      | 6               |
| Dominik Koepfer    | 88      | 7               |
| Ilya Ivashka       | 91      | 8               |

- Ranking del 24 de julio de 2023.[2]

### Dobles masculino
| Tenista                                  | Ranking | Preclasificados |
| Santiago González Édouard Roger-Vasselin | 24      | 1               |
| Marcelo Melo John Peers                  | 65      | 2               |
| Nathaniel Lammons Jackson Withrow        | 65      | 3               |
| William Blumberg Rinky Hijikata          | 127     | 4               |

## Campeones

### Individual masculino
Stefanos Tsitsipas venció a  Álex de Miñaur por 6-3, 6-4

### Dobles masculino
Santiago González /  Édouard Roger-Vasselin vencieron a  Andrew Harris /  Dominik Koepfer por 6-4, 7-5    